# コンポジット映像信号

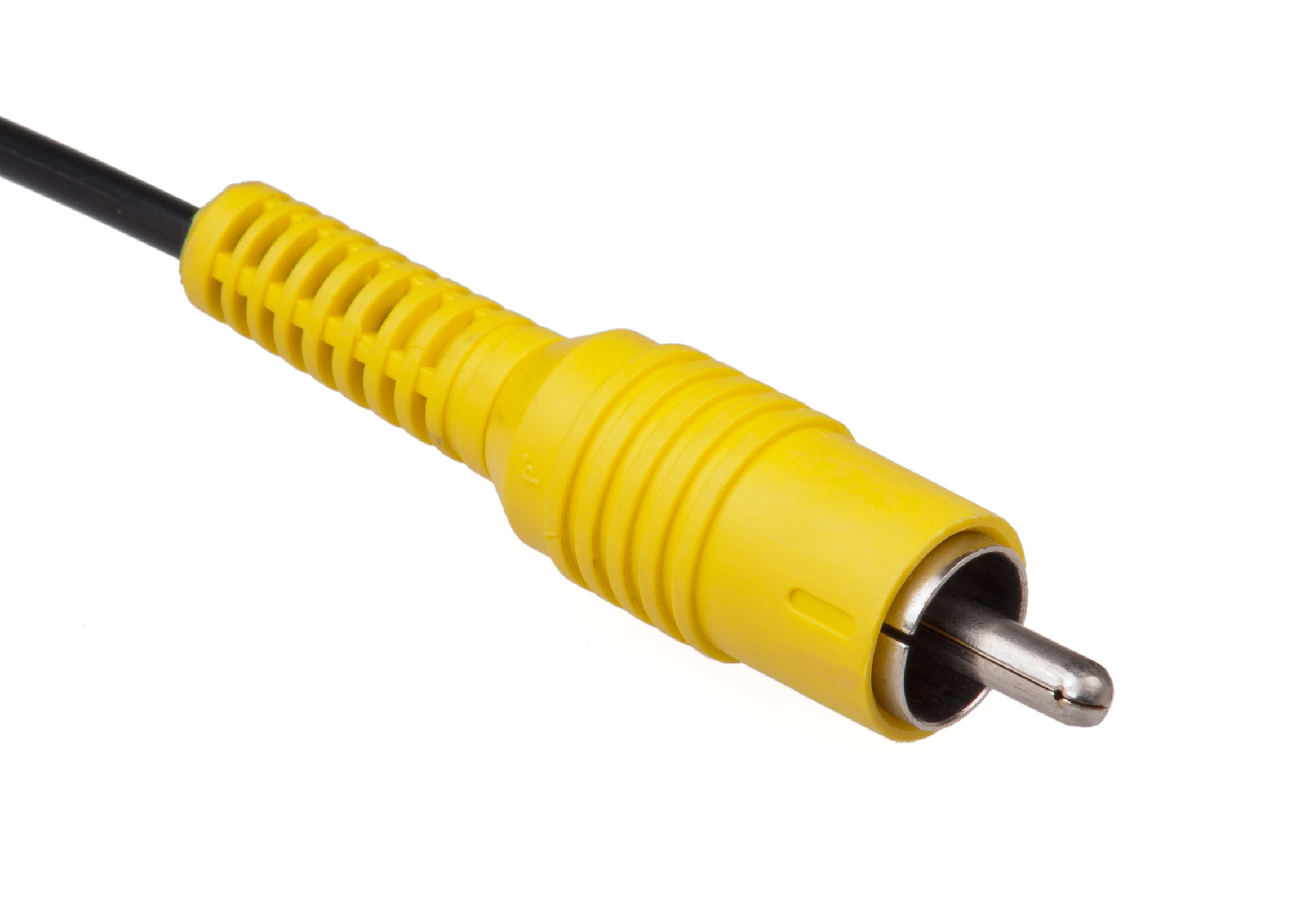
コンポジット映像信号の接続に使われる黄色のRCA端子

コンポジット映像信号（コンポジットえいぞうしんごう、CVBS : Composite Video Baseband SignalまたはColor, Video, Blanking and Sync）は、映像信号を構成する同期信号、輝度信号、カラーの場合は色信号、を合成して、1本のケーブルで扱えるようにした信号のこと。複合同期信号と言われることもあるが、垂直水平の両方の同期信号をまとめたのみの信号を指して複合同期信号とすることもある。

## 概要

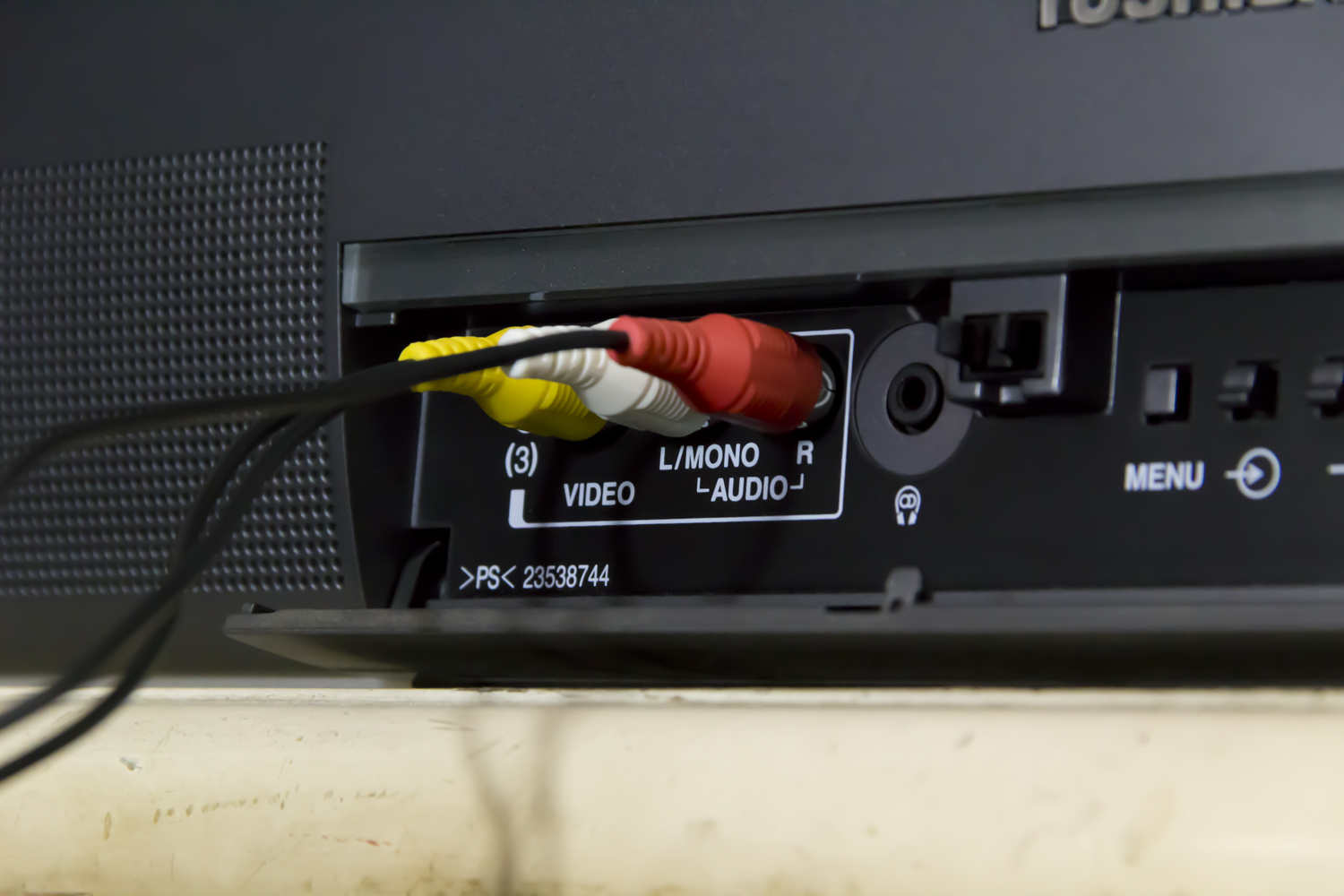
RCA端子の接続例

コンポジット映像信号では、映像を構成する情報が一つの伝送信号に重畳されている。地上アナログ放送ではこれを振幅変調(AM)することで、各家庭へ電波として送信している。日本国内では2011年7月24日まで、地上アナログ放送としてコンポジット信号を用いたテレビジョン放送が行われていた。伝送品質は標準画質映像（SD映像）までがサポートされており、HD映像にはコンポジット信号規格はない。
テレビジョンに用いられるコンポジット信号には、NTSC、PAL、SECAMの3方式がある。

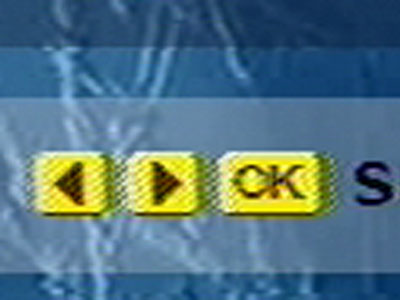
コンポジット映像のノイズ

コンポジット信号は、輝度信号の周波数特性が櫛形になる性質を利用して、その隙間に色信号を重畳している。カラーモニタに表示する際には、コンポジット信号を赤緑青の三原色信号に、映像合成処理などを行う場合は輝度と色差のコンポーネント信号に変換する必要があるが、一度重畳した各成分を完全に分離することが難しく、残留成分がノイズとなってしまう欠点がある。また、コンポジット信号を用いると伝送路の構成は単純になるが、ビデオカメラやモニタ、デジタル特殊効果装置は元来コンポーネント信号で内部処理するために相互変換装置が必要になり、画質が低下する。このため高画質化を必要とする場合には、コンポーネント信号用機器のみで（伝送路を含む）システムを構成する。また、家庭用の映像機器では、NTSCやPAL映像信号から色信号を分離して別々に伝送するS映像信号を用いて接続するものもある。
MPEG (MPEG-1、MPEG-2、MPEG-4) などのデジタル映像へ圧縮（高効率符号化）を行う際には、コンポジット方式はデジタルビデオ機器とは相性が良くない。しかしテレビやビデオ機器にアナログコンポジット信号に対応した入出力端子が標準的に備わっているため、広く使われている上、2012年頃までは殆どのBDレコーダーなどHDMI端子をもった機器でもHDMIケーブルを付属せず に、コンポジットAVケーブルが付属していた。なお日本においては、2014年以降発売の一部の機種では著作権が保護されたコンテンツ（特に市販のパッケージBDソフト（BDビデオ））はアナログ出力そのものができなくなった。